# Alfa Romeo 166
Alfa Romeo 166 — середньорозмірний седан, що випускався компанією Alfa Romeo з 1998 по 2007 роки.

## Опис

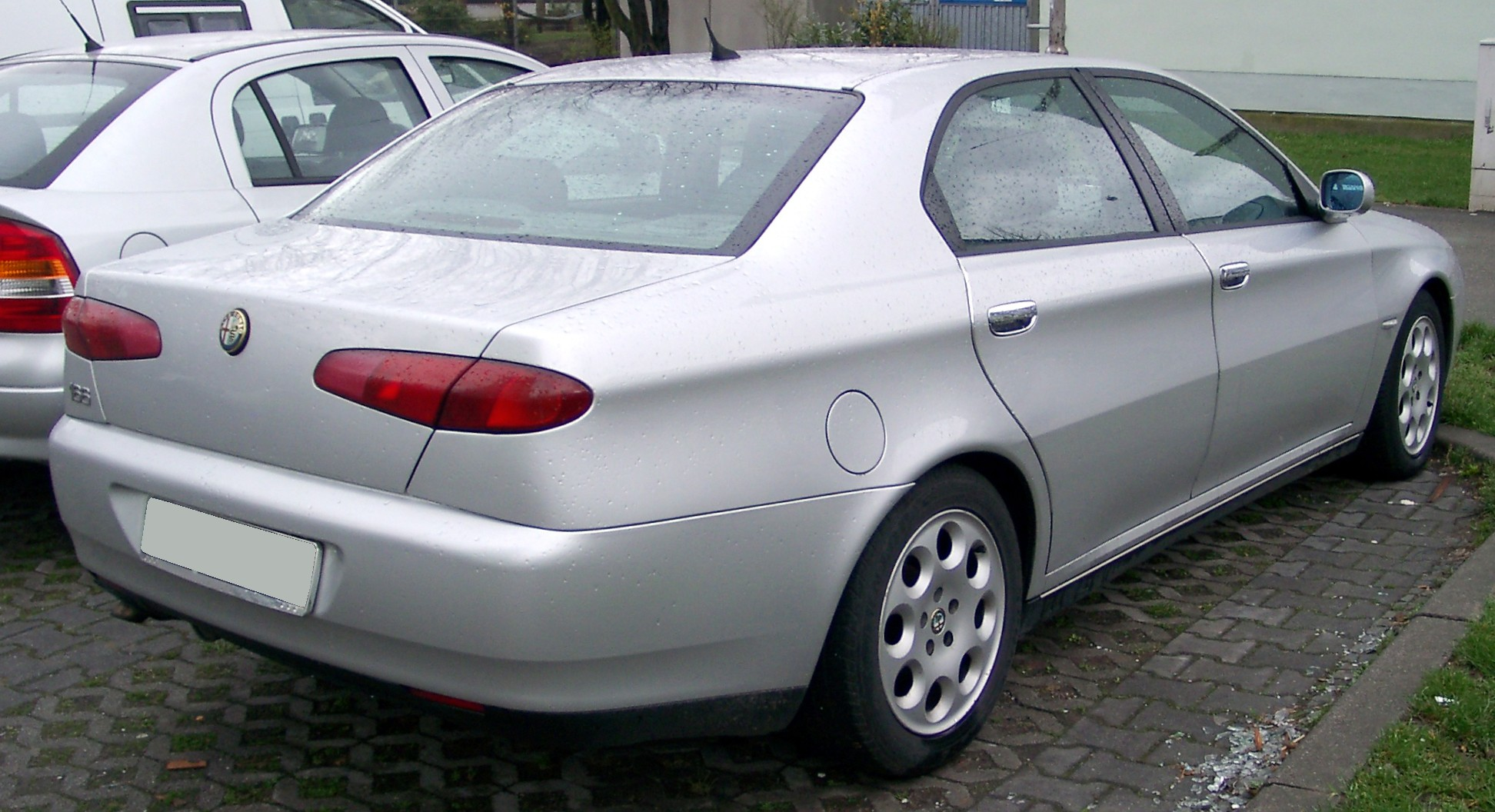
Alfa Romeo 166 (1998–2000)

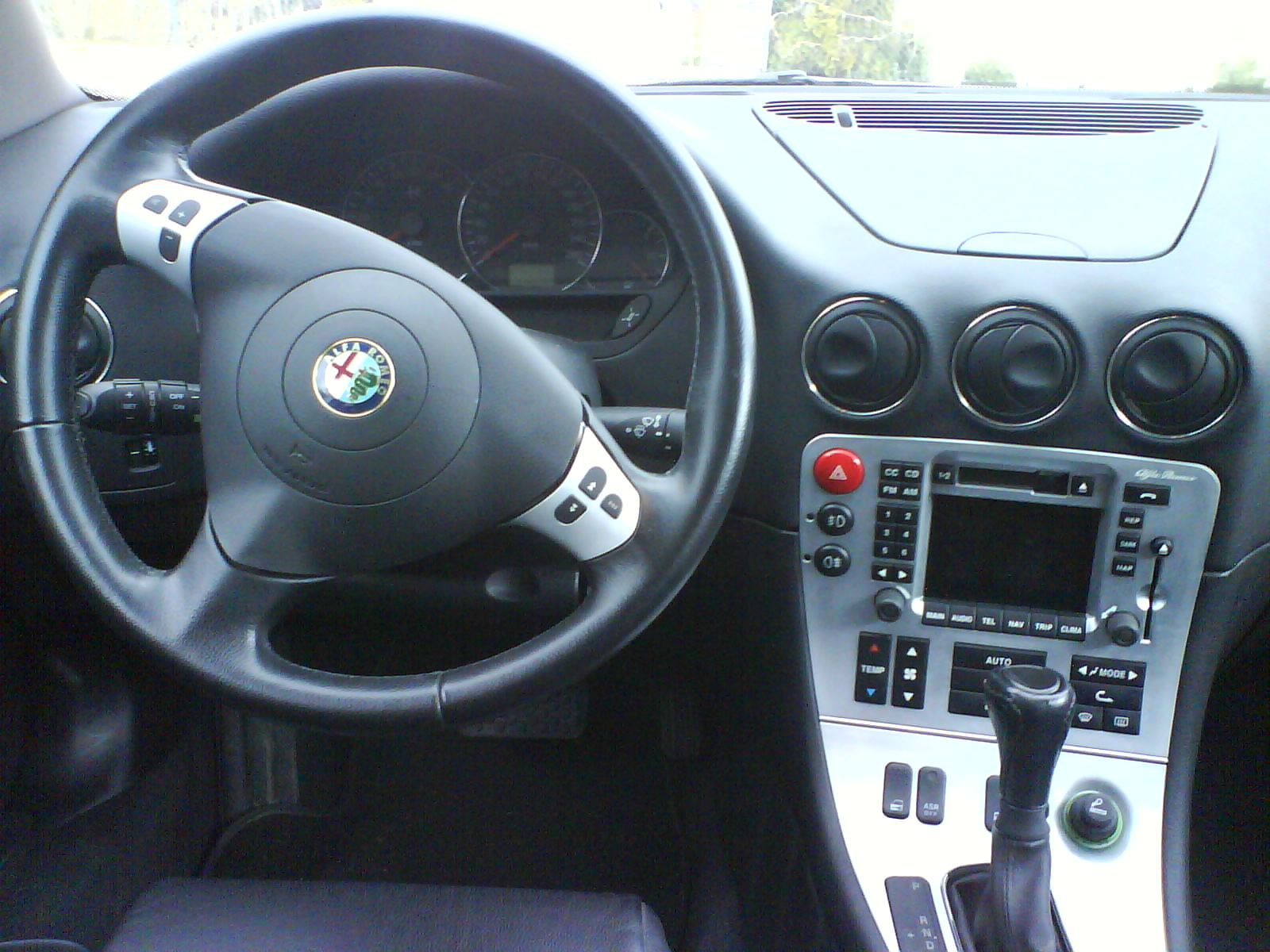

Дизайн розроблений центром Alfa Romeo Centro Stile під керівництвом шеф-дизайнера Вальтера де Сільви.
Автомобіль має три бензинові двигуни робочим об'ємом 2.0, 2.5 і 3.0 літра, а також 2.4-літровий дизельний мотор. Розміри кузова залишилися майже такими ж як і у попередниці - Alfa Romeo 164 - довжина 4,7 м, ширина - 1,8 м.
Інтер'єр автомобіля повністю відповідає класиці, салон автомобіля просторий з регульованими спортивними сидіннями в фірмовому стилі, а панель приладів оснащена круглими аналоговими циферблатами. Для моделі є три варіанти оббивки салону: елегантна, спортивна і класична. В елегантній оббивці спостерігаються теплі бежеві відтінки. Спортивна обшивка пропонує темно-сірі і чорні тони салону і сидінь, а класична виконується в світло-сірій гамі. Всередині автомобіль оснащується: електронними бортовими системами, супутниковою навігацією, радіотелефоном GSM, клімат-контролем і круїз-контролем. 
Alfa Romeo 166 з'являвся в серіалі "Комісар Рекс". На ньому їздили двоє господарів Рекса: Алекс Брандтнер і Марк Хоффман.

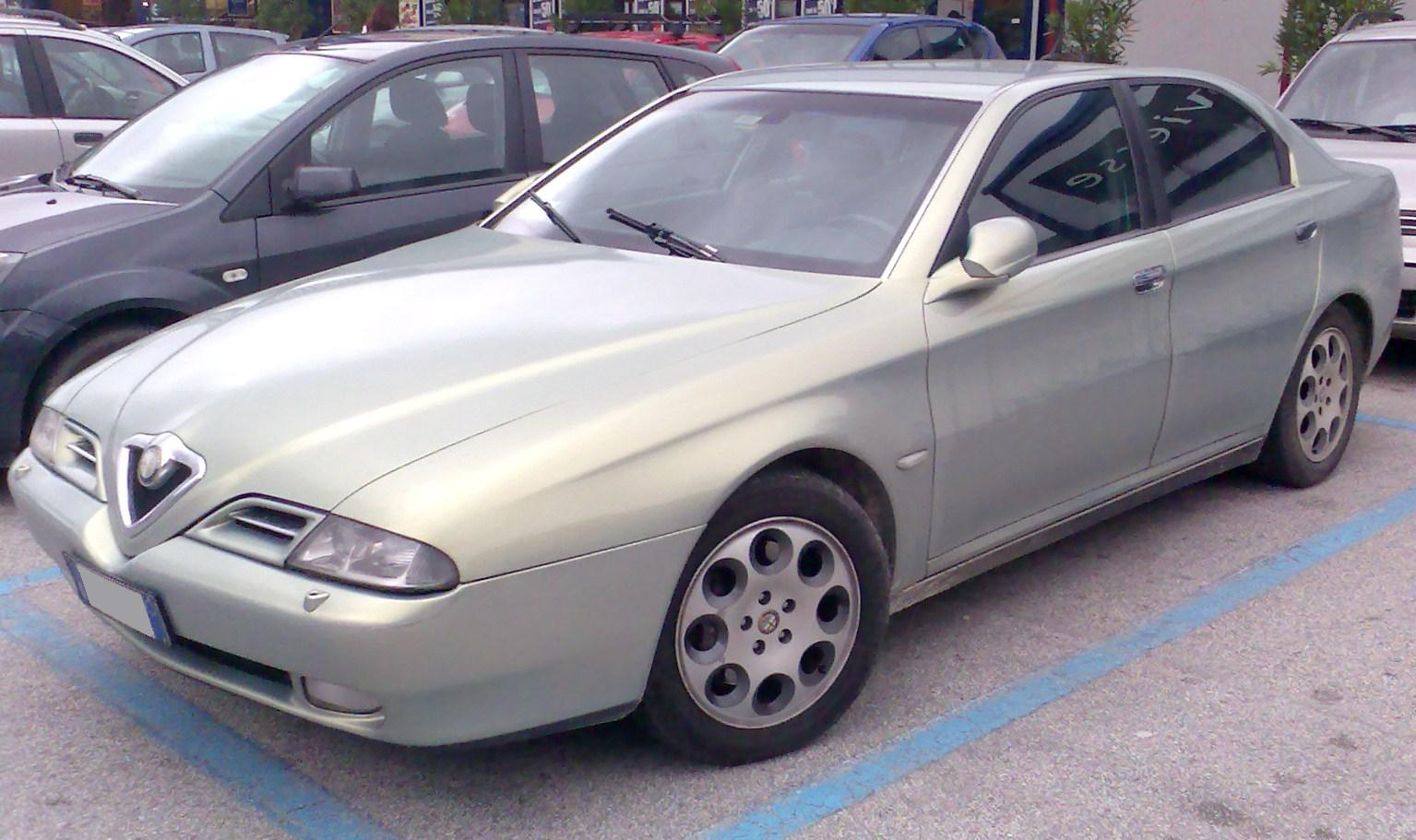
Alfa Romeo 166 (2000–2003)
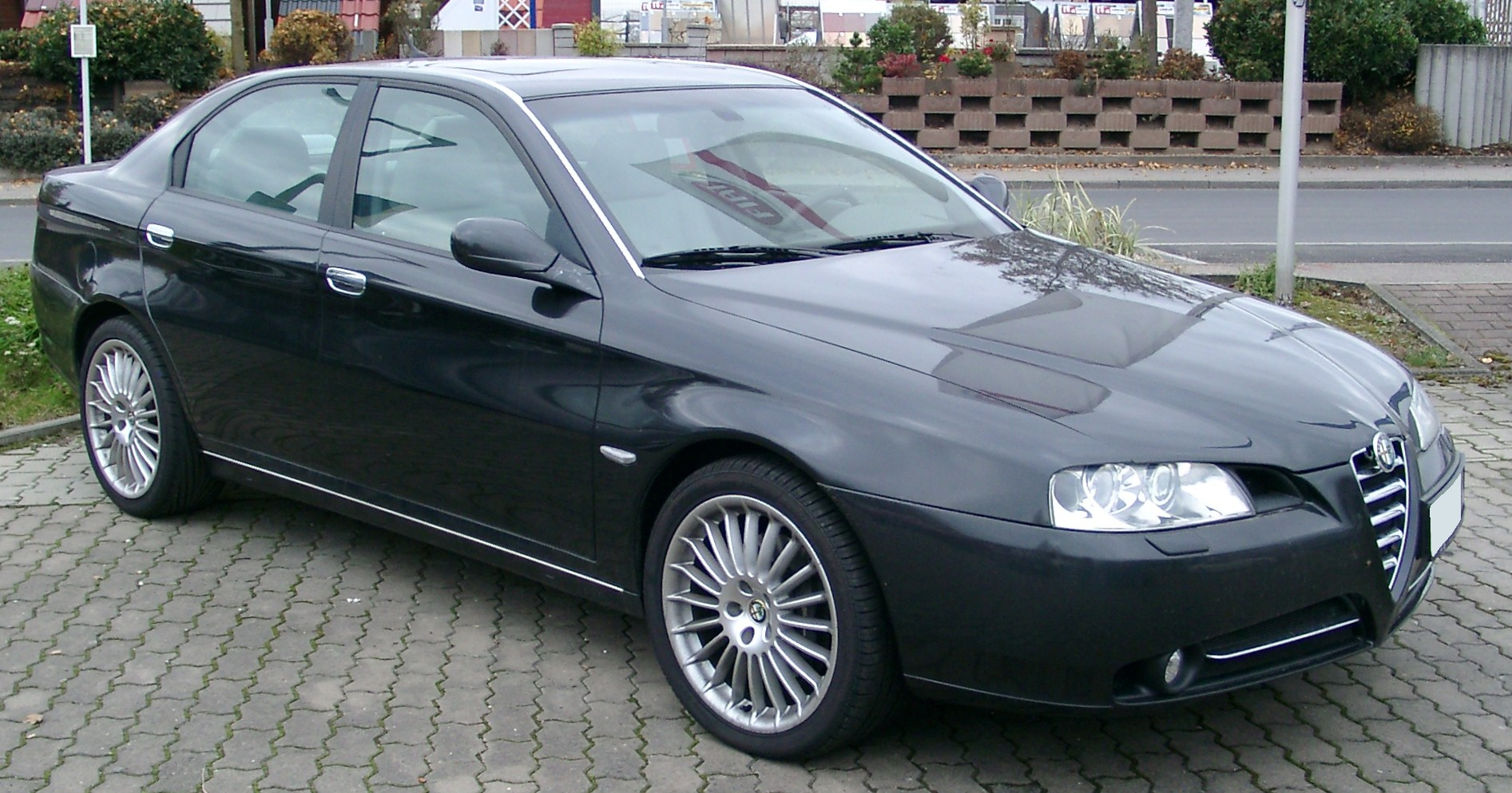
Alfa Romeo 166 (2003–2007)
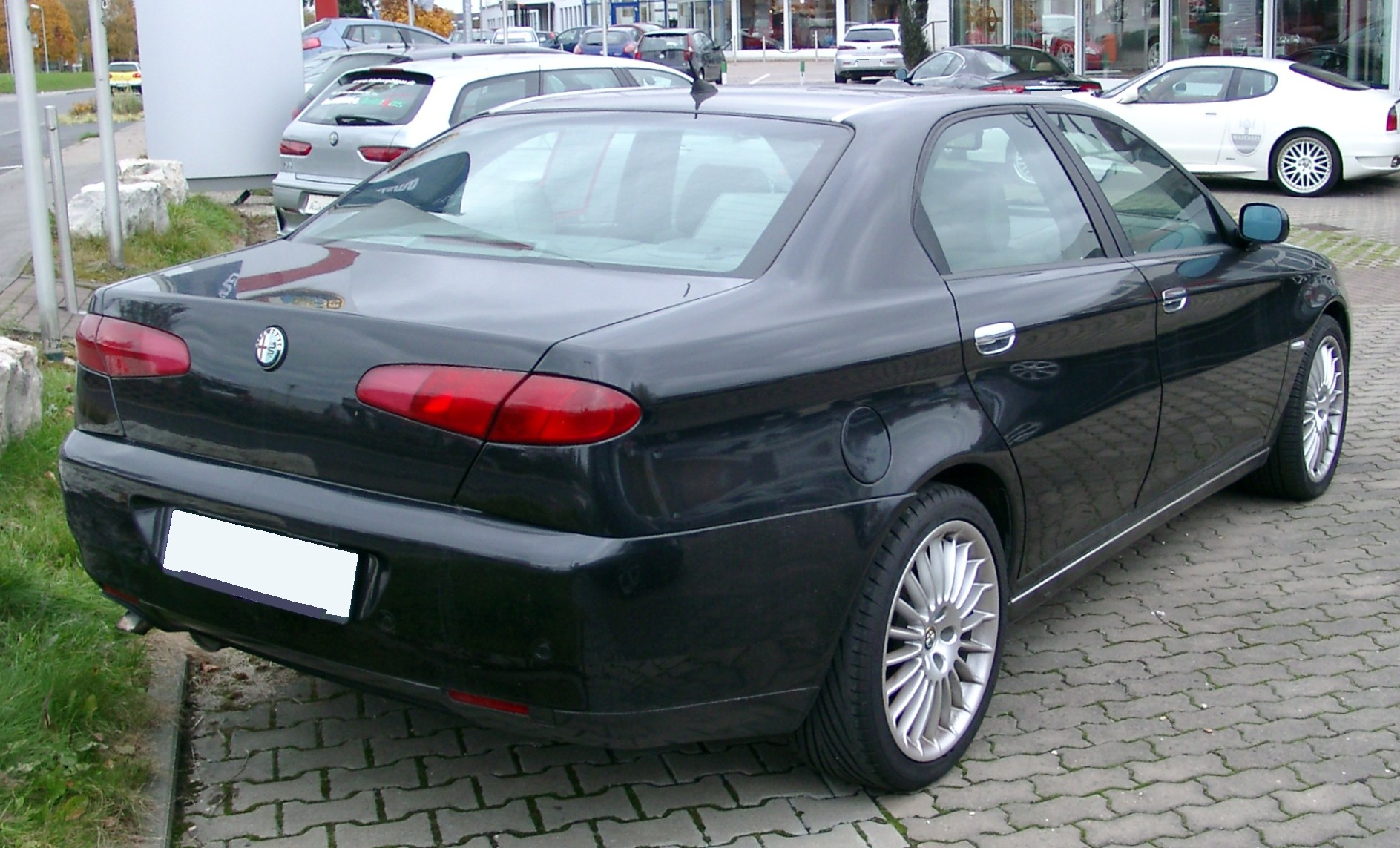
Alfa Romeo 166 (2003–2007)

## Двигуни
Бензинові:
- 2.0 L Twin Spark I4 150-155 к.с.
- 2.0 L Alfa Romeo turbo V6 205 к.с.
- 2.5 L Alfa Romeo V6 188-190 к.с.
- 3.0 L Alfa Romeo V6 220-226 к.с.
- 3.2 L Alfa Romeo V6 240 к.с.

Дизельні:
- 2.4 L JTD turbo-diesel 10v I5 136-150 к.с.
- 2.4 L JTD turbo-diesel 20v I5 175-185 к.с.

## Модификації
- Alfa Romeo 166 2.0 T.Spark(€2) 1998-2001
- Alfa Romeo 166 2.0 T.Spark 2001-2006
- Alfa Romeo 166 2.0 V6 TB 12V 1998-2001
- Alfa romeo 166 2.4 JTD 10V 1998-2001
- Alfa romeo 166 2.4 JTD 10V Sportronic 1998-2001
- Alfa Romeo 166 2.4 JTD 2001-2003
- Alfa Romeo 166 2.4 JTD Sportronic 2001-2003
- Alfa Romeo 166 2.4 JTD 2002-2003
- Alfa Romeo 166 2.4 JTD Sportronic 2002-2003
- Alfa Romeo 166 2.4 JTD 20V 2003-2006
- Alfa Romeo 166 2.4 JTD 20V Sportronic 2003-2006
- Alfa Romeo 166 2.5 V6 24V(€2) 1998-2001
- Alfa Romeo 166 2.5 V6 24V Sportronic 1998-2001
- Alfa Romeo 166 2.5 V6 24V 2001-2005
- Alfa Romeo 166 2.5 V6 24V Sportronic 2001-2006
- Alfa Romeo 166 3.0 V6 24V(€2) 1998-2001
- Alfa Romeo 166 3.0 V6 24V Sportronic 1998-2001
- Alfa Romeo 166 3.0 V6 24V 2001-2005
- Alfa Romeo 166 3.0 V6 24V Sportronic 2001-2006
- Alfa Romeo 166 3.2 V6 24V 2004-2006